# Nagrada Ksaver Šandor Gjalski
Nagrada "Ksaver Šandor Gjalski", književna je nagrada utemeljena 27. listopada 1979. godine. Dodjeljuje ju grad Zabok i Društvo hrvatskih književnika na manifestaciji "Dani Ksavera Šandora Gjalskog".
Do 1985. godine nagrada se dodjeljivala svake druge godine kao poticaj neafirmiranim autorima. Nakon 1985. godine nagrada se dodjeljuje svake godine i to za najbolje objavljeno prozno književno djelo u Republici Hrvatskoj. Odluku o nagradi donosi povjerenstvo od 5 članova. Nagradu čini povelje, plaketa s likom K.Š. Gjalskog i novčani iznos. 

## Dobitnici
- 1981.: Ivan Aralica – roman Stjegonoše. Nagrađeni rukopis objavljen 1982. godine u biblioteci HIT, Znanje pod naslovom Put bez sna.[1]
- 1983.: Prva nagrada nije dodijeljena.

Druga nagrada – Iris Supek Tagliaferro – Kraj svijeta počinje kihanjem
Treća nagrada – Tatjana Arambašin Slišković – Čovjek koji je volio vlakove, čovjek koji je mrzio vlakove i druge priče s tračnica
- 1985.: Irena Vrkljan – autobiografska proza Svila, škare
- 1986.: Pavao Pavličić – roman Trg slobode
- 1987.: Hrvoje Hitrec – roman Ljubavi na crnom baršunu
- 1988.: Dubravka Ugrešić – roman Forsiranje romana reke
- 1989.: Nedjeljko Fabrio – roman Berenikina kosa
- 1990.: Zvonimir Majdak – roman Krevet
- 1991.: Goran Tribuson – roman Potonulo groblje
- 1992.: Feđa Šehović – roman Svi kapetanovi brodolomi
- 1993.: Dalibor Cvitan – roman Ervin i luđaci
- 1994.: Miljenko Jergović – zbirka priča Sarajevski Marlboro
- 1995.: Pavao Pavličić – autobiografski zapisi Šapudl
- 1996.: Višnja Stahuljak – roman Sjećanja
- 1997.: Alenka Mirković-Nađ – roman 91,6 MHz glasom protiv topova
- 1998.: Ratko Cvetnić – Kratki izlet, zapisi iz Domovinskog rata
- 1999.: Goran Tribuson – autobiografski zapisi, Trava i korov
- 2000.: Zoran Ferić – zbirka priča Anđeo u ofsajdu
- 2001.: Stjepan Tomaš – roman Odnekud dolaze sanjari
- 2002.: Nedjeljko Fabrio – roman Triemeron
- 2003.: Josip Mlakić – roman Živi i mrtvi
- 2004.: Renato Baretić – roman Osmi povjerenik
- 2005.: Luko Paljetak – roman Skroviti vrt
- 2006.: Igor Štiks – roman Elijahova stolica
- 2007.: Sanja Lovrenčić – roman U potrazi za Ivanom
- 2008.: Ivo Brešan – roman Katedrala[2]
- 2009.: Ratko Cvetnić – roman Polusan[3]
- 2010.: Ivana Šojat Kuči – roman Unterstadt[4]
- 2011.: Ivan Aralica – zbirka pripovjedaka Carske kočije (predsjednik povjerensva DHK za dodjelu: Đuro Vidmarović)[5]
- 2012.: Nikola Đuretić – zbirka pripovjedaka Almanah smrti i nestajanja
- 2013.: Pavao Pavličić – roman Muzej revolucije[6]
- 2014.: Julijana Matanović- zbirka pripovjedaka I na početku i na kraju bijaše kava[7]
- 2015.: Dubravko Jelačić Bužimski – zbirka pripovjedaka Nezaboravne priče iz kavane Corso[1]
- 2016.: Željko Ivanković – roman Rat i sjećanje[1]
- 2017.: Kristian Novak – roman Ciganin, ali najljepši[8]
- 2018.: Jurica Pavičić – roman Crvena voda[8]
- 2019.: Goran Tribuson – roman Otac od bronce[8]
- 2020.: Ena Katarina Haler – roman Nadohvat[9]
- 2021.: Zoran Ferić – roman Putujuće kazalište[10]
- 2022.: Ludwig Bauer – roman Dvostruki život Eve Braun[11]
- 2023.: Ivan Lovrenović – roman U sjeni fantoma[12]
- 2024.:  Kristian Novak – roman Slučaj vlastite pogibelji

## Vanjske poveznice
- Dani Ksavera Šandora Gjalskog